# Torbéievo (République de Mordovie)
Torbéievo (en russe : Торбеево, en mokcha : Тарбей, Tarbej) est une commune urbaine de la république de Mordovie au sein de la fédération de Russie. Elle est le centre administratif du raïon de Torbéievo.

## Géographie
Torbéievo est située à près de 130 km à vol d'oiseau à l'ouest-sud-ouest de Saransk la capitale de la république, a proximité de la frontière avec l'oblast de Penza.
Torbéievo est situé à la source du Windrei, un affluent droit de la Vad.

## Histoire
Torbéievo est mentionnée dans les documents historiques de 1667 comme le village de Tarbeevka.
La ferme collective Komsomolets a été fondée En 1929 et elle a été réorganisée en RTS en 1958.

## Transport
La gare de Torbéievo est au kilomètre 481 de la ligne ferroviaire Moscou - Riazan - Syzran, qui a ouvert sur ce tronçon en 1894 et est électrifiée depuis 1960.
Torbéievo est contournée au nord-ouest de  par une route de liaison (anciennement Р180) de l'autoroute fédérale , qui bifurque à environ 20 km au sud-ouest de la route principale Moscou - Samara - Tcheliabinsk et continue via Krasnoslobodsk jusqu'à  Saransk.

## Économie
Parmi les entreprises de Torbéievo, il y a une station de compression KS-26 (une filiale de Gazprom), l'un des plus grands complexes de transformation de la viande du pays , une entreprise agro-alimentaire.

## Démographie
La population de Torbéievo a évolué comme suit:
| 1959  | 1970  | 1979  | 1989  | 2002  |
| ----- | ----- | ----- | ----- | ----- |
| 4 644 | 7 010 | 7 424 | 8 924 | 9 351 |

| 2009  | 2012  | 2015  | 2020  | - |
| ----- | ----- | ----- | ----- | - |
| 9 270 | 9 321 | 9 112 | 8 876 | - |

## Galerie

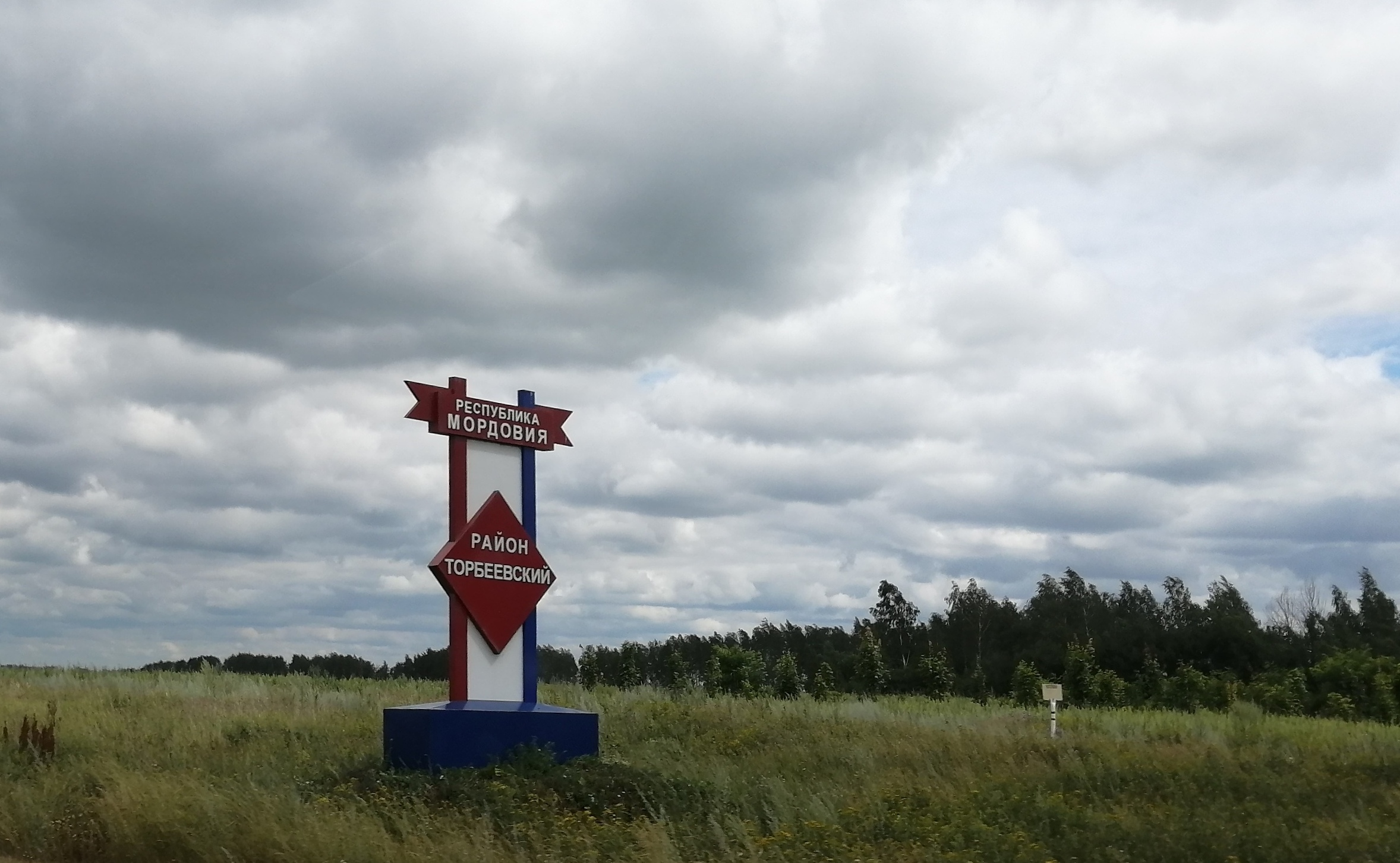